# Grilovací koření
Grilovací koření je kořenící směs sloužící k dokořenění pokrmů.

## Složení a použití
Složení grilovacího koření je různorodé a jeho chuť se pohybuje od ostřejší, kdy v něm nalezneme kardamon, hřebíček, skořici, muškátový květ, kmín, muškátový oříšek, pepř a hlavně pak pálivá červená paprika a česnek. Jemnější grilovací koření naopak neobsahuje téměř žádný pepř a pálivá paprika bývá nahrazena sladkou. Barva směsi se pohybuje od světle hnědé až po červenou (záleží na výrobci). V kuchyni se používá do marinád nebo k rychlému okořenění masa určeného k pečení či grilování.